# DANA
DANA는 대한민국 가수 홍다나의 첫 번째 정규 앨범이다. 2001년에 발매되었다. 타이틀곡은 <세상끝까지>, 후속곡은 <Diamond>이다. 수록곡 <Pretty...>는 자켓 사진들을 편집하여 뮤직비디오로 제작이 되었다.

## 수록곡
1. 세상끝까지
2. Diamond (Feat. 유노윤호)
3. Pretty...
4. Jealousy
5. Tonite
6. Lover
7. Pray:Play
8. Feel for You
9. Behind Love
10. Valentine
11. Love Takes Time
12. For You